# City Pharma
City Pharma este un lanț de farmacii din România, operat de compania Hermes Pharma și controlată de distribuitorul de medicamente Relad.
Număr de farmacii în 2008: 140
Cifra de afaceri în 2007: 36,4 milioane euro